# Andrea Berntzen
Andrea Berntzen (Oslo, 25 februari 1998) is een Noorse actrice en student.
Als student aan haar middelbare school in Oslo nam Berntzen in 2017 als actrice deel aan een schoolrevue. Ze werd bekroond als actrice van het jaar in een wedstrijd tussen de schoolrevues van Oslo van het jaar.
Na haar afstuderen kreeg ze de hoofdrol aangeboden als het hoofdpersonage Kaja in de dramafilm Utøya: 22 juli, volledig opgenomen in één lange take. Haar inspanningen in de rol in de film werden op het Filmfestival van Berlijn 2018 geprezen door de Noorse en internationale media. Ze ontving later de Amandaprisen 2018 voor de beste actrice voor deze rol.

## Filmografie
- Utøya 22. Juli (2018) als Kaja
- HasBeen (2018-2019) als Diana (televisieserie, 6 afl.)
- Wimbledon (2019) als Meisje in wit (korte film)
- Veggdyr (2020) als Emilie (korte film)
- De Berørte (2020) als Activiste (korte film)
- The Girl from Oslo (2021) als Pia (televisieserie, 10 afl.)

- Bibsys: 1523345895520
- Gemeinsame Normdatei: 1179376404
- Nationale Bibliotheek van Tsjechië: xx0253549
- Nederlandse Thesaurus van Auteursnamen: 421135034
- Système universitaire de documentation: 238276473
- Virtual International Authority File: 4399153716412058820007
- WorldCat: E39PBJmHK6tcTfgC4FVgkp3hHC